# Gran Premio Miguel Indurain 2003
Il Gran Premio Miguel Indurain 2003, quarantasettesima edizione della corsa e quinta con questa denominazione, si svolse il 5 aprile su un percorso di 186 km. Fu vinto dal tedesco Matthias Kessler della Team Telekom davanti agli spagnoli Ángel Vicioso e David Etxebarria.

## Ordine d'arrivo (Top 10)
| Pos. | Corridore                 | Squadra                    | Tempo    |
| ---- | ------------------------- | -------------------------- | -------- |
| 1    | Matthias Kessler          | Team Telekom               | 5h02'05" |
| 2    | Ángel Vicioso             | ONCE-Eroski                | s.t.     |
| 3    | David Etxebarria          | Euskaltel-Euskadi          | s.t.     |
| 4    | Alexandre Moos            | Phonak Hearing Systems     | s.t.     |
| 5    | Davide Rebellin           | Gerolsteiner               | s.t.     |
| 6    | Antonio Colom             | Colchon Relax-Fuenlabrada  | s.t.     |
| 7    | Ricardo Serrano Gonzalez  | Labarca-2-Cafe Baque       | s.t.     |
| 8    | Wladimir Belli            | Lampre                     | s.t.     |
| 9    | Bingen Fernandez Bustinza | Cofidis                    | s.t.     |
| 10   | Carlos Torrent Tarres     | Paternina-Costa de Almeria | s.t.     |